# USS Tripoli (LHA-7)
«Тріполі» (англ. USS Tripoli (LHA-7)) — універсальний десантний корабель ВМС США типу «Америка».

## Історія створення
Універсальний десантний корабель «Тріполі» був замовлений 31 травня 2012 року. Свою назву отримав на честь перемоги США у Триполітанській війні.
Закладений на верфі Huntington Ingalls Industries 20 червня 2016 року.
Спущений на воду 1 травня 2017 року, вступив у стрій 15 липня 2020 року.

## Історія служби
У вересні 2020 року «Тріполі» здійснив перебазування порту приписки з Паскагули, Міссісіпі, до Сан-Дієго, Каліфорнія.
2 травня 2022 року «Тріполі» відправилася з військово-морської бази Сан-Дієго в західну частину Тихого океану, де взяd участь у першому розгортанні, взявши на себе 20 літаків F-35B в одній точці випробувань концепції «блискавичного носія».
25 липня 2022 року корабель прийняв на борт 31-й морський експедиційний підрозділ на військово-морській базі Окінава в Японії і вирушив до військово-морській базі Чангі в Сінгапурі, куди прибув 31 серпня 2022 року.
29 листопада 2022 року корабель повернувся до Сан-Дієго.

## Етимологія
«Тріполі» — третій корабель ВМС США, названий на честь битви при Дерні 1805 року. Це була вирішальна перемога найманої армії на чолі із загоном морських піхотинців і солдатів США над силами Триполі під час Першої берберської війни. Це була перша зафіксована сухопутна битва Сполучених Штатів за кордоном. Після Другої битви за Фаллуджу було запропоновано назву «Фаллуджа», але вона не була обрана. Цю назву отримав інший корабель класу «Америка», LHA-9.